# Нанбур
Нанбур (устар. Нонбур) — река в России, протекает по территории Лешуконского района Архангельской области. Устье реки находится в 26 км по правому берегу реки Кыма. Длина реки — 13 км

## Данные водного реестра
По данным государственного водного реестра России относится к Двинско-Печорскому бассейновому округу, водохозяйственный участок реки — Мезень от истока до водомерного поста у деревни Малонисогорская. Речной бассейн реки — Мезень.